# Sukadami (Wanayasa)
Sukadami is een bestuurslaag in het regentschap Purwakarta van de provincie West-Java, Indonesië. Sukadami telt 3199 inwoners (volkstelling 2010).